# アンリ・ベルクソン
アンリ＝ルイ・ベルクソン（Henri-Louis Bergson [bɛʁksɔn]発音例、1859年10月18日 - 1941年1月4日）は、フランスの哲学者。出身はパリ。日本語では「ベルグソン」と表記されることも多いが、近年では原語に近い「ベルクソン」の表記が主流となっている

。

## 生涯

### 幼少期
アンリ・ベルグソンは1859年に作曲家でピアニストのミハウ・ベルクソンと、ヨークシャー地方ドンカスターの医師の娘であるケイト・レビンソン（Kate Levinson）の子として、パリのオペラ座からそう遠くないラマルティーヌ通り (現在のパリ9区 ) で生まれた。
父ミハウはポーランド系ユダヤ人で母ケイトはイギリス系ユダヤ人だった。4男3女の7人兄弟でアンリは次男であった。母親のケイトは子供たちに英語で会話したり英文の手紙を書くなどして英語を学ばせた。
妹のミナはイギリスのオカルティストのマグレガー・メイザースと結婚し、モイナ・メイザースと名乗った。
1863年アンリと家族はスイスのジュネーブに移住した。父のミハウはジュネーヴ音楽院の教師となり後に校長になった。しかし、ミハウは音楽院で同僚と良好な関係が築けなかったため、1866年に家族とともにパリに戻った。

### 学生時代
1868年パリ9区のリセであるリセ・コンドルセ（当時はリセ・フォンターヌと呼ばれていた。）に入学した。アンリの入学後に家族はロンドンに移り住んだが、アンリは単身でフランスに残り寄宿舎で生活をした。アンリはスイスの小学校時代と同様にリセ・コンドルセでもラテン語、ギリシャ語、数学などで1等賞を取り優秀な成績を修めた。また、1875年に修辞学名誉賞を受賞し、最終学年では数学においてパスカルが1654年にフェルマーに宛てた手紙の中で提起した問題の解答についての考察で全国数学コンクールで優勝した。
1878年にパリ高等師範学校（仏: École normale supérieure、略称 ENS、エコール・ノルマン・シュペリウール）の文学部に入学した。
そこでハーバート・スペンサーの著作を熟読して、実証主義、社会進化論への理解を深めるとともに自己の哲学大系を形成していった。また、成績も優秀でのちに政治家となるジャン・ジョレスと首席を争っていた。
1881年に受けたアグレガシオンでは、審査員の不興を買ったにも関わらずベルクソンは2位での合格となった。 ( アンドレ・スアレス、3位はジャン・ジョレスであった。 )

### 『意識に直接与えられたものについての試論』

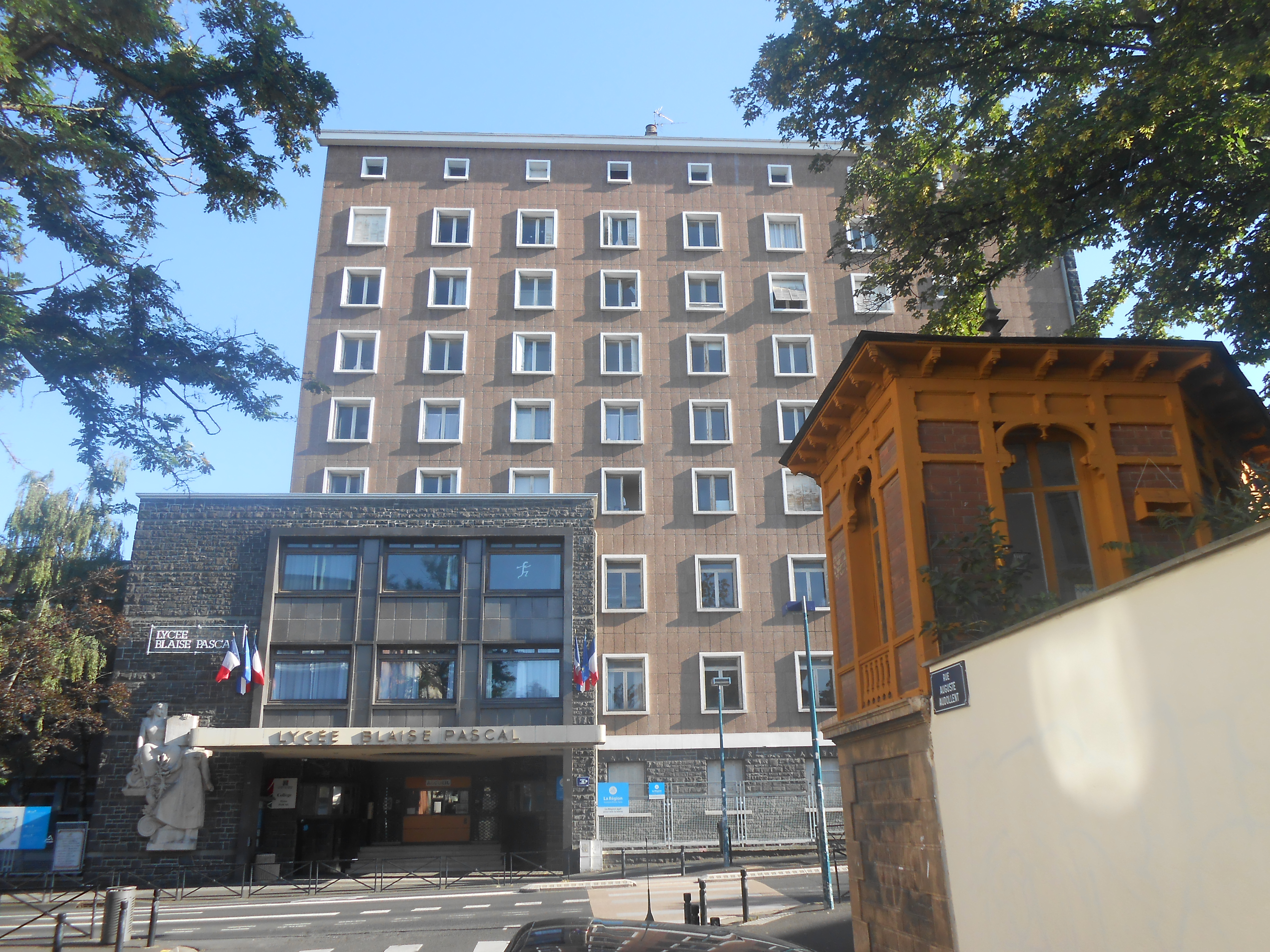
リセ・ブレーズ＝パスカル

アグレガシオン合格後の10月5日にリセ教師となったベルクソンは、アンジェのリセ・ダビッド＝ダンジェ、クレルモン＝フェランのリセ・ブレーズ＝パスカルなどで教師として教えるかたわら学位論文の執筆に力を注ぐ。
そして1888年に　ベルクソンは、ソルボンヌ大学に学位論文『意識に直接与えられたものについての試論（Essai sur les données immédiates de la conscience）』、後に英訳された際の題名は『時間と自由意志（Time and Free Will）』を提出し、1889年に文学博士号を授与される。
この著作の中で、ベルクソンは、これまで「時間」と呼ばれてきたものは、空間的な認識を用いることで、本来分割できないはずのものを分節化することによって生じたものであると批判した。そして、ベルクソンは、空間的な認識である分割が不可能な意識の流れを「純粋持続」（仏: durée pure）と呼び、この考えに基づいて人間の自由意志の問題について論じた。この「純粋持続」という概念は、時間を客観的な測定対象ではなく、我々一人ひとりが内側から体験するものとして捉えており、従来の哲学における「時間」の考え方に新たな視点をもたらしたものといえる。

### 『物質と記憶』
1896年には、ベルクソンは、哲学上の大問題である心身問題を扱った『物質と記憶（Matière et Mémoire）』を発表した。この本は、ベルクソンにとって第二の主著であり、失語症についての研究を手がかりとして、物質と表象の中間的存在として「イマージュ (仏: image )」という概念を用いつつ、心身問題に取り組んでいる。
すなわち、ベルクソンは、実在を純粋持続の流動とする立場から、心(記憶)と身体(物質)を「純粋持続の緊張と弛緩の両極に位置するもの」として捉えた。そして、その双方が純粋持続の律動を通じて相互にかかわりあうことを立証した。

### コレージュ・ド・フランスへ

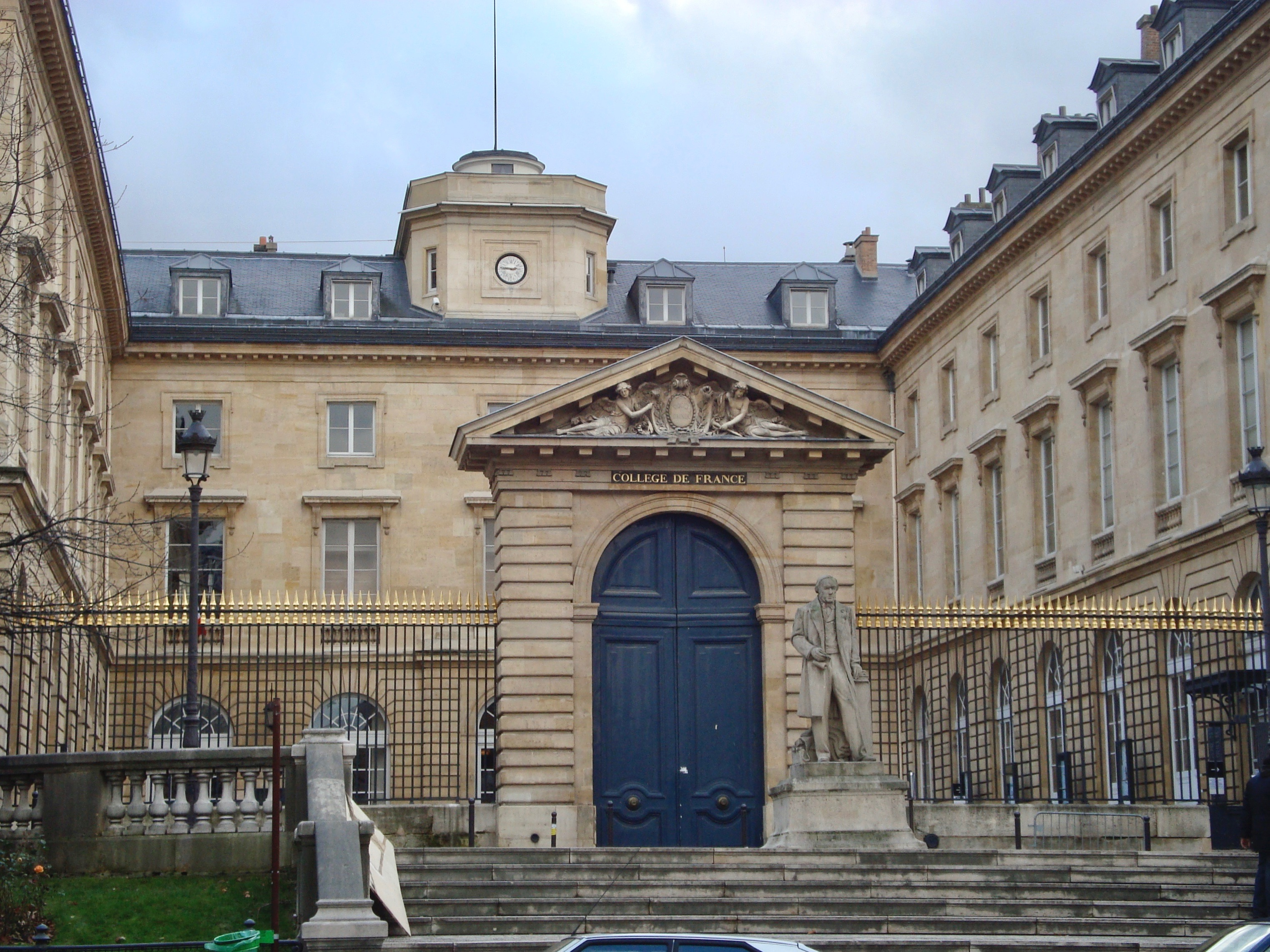
コレージュ・ド・フランス正面

1894年にソルボンヌ大学の哲学教授に立候補したが落選した。1898年に高等師範学校の助教授に任命され、同年に再度ソルボンヌ大学の教授に立候補したが落選した。
1900年にコレージュ・ド・フランス教授に立候補したがガブリエル・タルドに敗れ一旦は落選した。しかしシャルル・レヴェックの急逝（1900年1月4日）により、ギリシア・ラテン哲学教授職に就任した、1904年にはタルドの後任として近代哲学の教授に就任する。1914年に休講（1920年正式に辞意を表明）するまで講義は好評で学生から社交界の人々まで大勢の聴講生が押しかけるとともに名声は海外にまで広がり、文学界や芸術界にも影響を与えた。
主にこの時期におこなった講演がベースとなる『思想と動くもの (仏: La pensée et le mouvant ) 1943年発行』という著作で「持続の中に身を置く (仏: se replacer dans la durée réelle ) 」から「持続の相の下に (仏: au fond de la durée ) 」というベルクソン的直観が提示されることとなる。

### 『創造的進化』
1907年に第三の主著『創造的進化 (仏: Évolution créatrice ) 』を発表する。この本の中で、ベルクソンはスペンサーの社会進化論から出発し、『意識に直接与えられたものについての試論』で意識の流れとしての「純粋持続」を提唱した。
そして、『物質と記憶』で論じた意識と身体についての考察を生命論の方向へとさらに押し進めた。これは、ベルクソンにおける意識の純粋持続の考え方を広く生命全体・宇宙全体にまで推し進めたものといえる。ダーウィンの進化論における自然淘汰の考え方では、淘汰の原理に素朴な功利主義しか反映されていない。
しかし実際に起こっている事態は異なる。それよりはるかに複雑かつ不可思議な、生を肯定し、生をさらに輝かせ進化させるような力、種と種のあいだを飛び越える「タテの力」、「上に向かう力」が働き、突然変異が起こるのである。
そこで生命の進化を推し進める根源的な力として想定されたのが、「エラン・ヴィタール ( 仏: élan vital 生の飛躍 ) 」である。ベルクソンはここで、普遍的なものが実在するという大胆かつ前科学的な立場を肯定しており、経験論、唯名論に対する少数派、中世的な実在論に身を置いている。

### 国際舞台での活躍

ウィルソン大統領

ベルクソンは国の内外で名声が高まっていき、公の場に登場することが多くなった。第一次世界大戦下の1917年にフランスの首相 ( président du Conseil des ministres ) のアリスティード・ブリアンから、アメリカに渡航しウィルソン大統領やその他のアメリカ政府要人と面会するとともに、講演を行いアメリカの参戦を促すという重要な任務の要請を受けて使節として渡米している。ベルクソン本人も認めているが、ベルクソンの行動がアメリカ参戦に影響を及ぼしたかは定かではないが、結果として1917年4月6日にアメリカはドイツ帝国に宣戦布告している。
また、1918年6月1日にクレマンソー首相の依頼で再び渡米している。8月23日まで滞在した間のベルクソンの任務は、大統領のウィルソンを説得しアメリカ軍をシベリア出兵させることであった。当初ウィルソン大統領は兵站の問題を理由に出兵には同意しなかった。ベルクソンは多くの関係者と会談し調整を行い、結果としてアメリカはチェコスロバキア部隊の援助に限定して介入することをベルクソンに伝えるとともに出兵を決定した。
戦後、1921年7月に国際連盟の諮問機関として国際知的協力委員会（ユネスコの源流）が設立された。この機関は科学や芸術のような知的領域において各国が協力することで、国際感覚を醸成することで、平和維持実現をすることが目的であった。委員の一人に任命されたベルクソンは、1922年8月1日から開催された第一回総会で初代委員長に選出された。ちなみに、当時の国際連盟事務次長であった新渡戸稲造が幹事長に就任し、アインシュタイン、マリ・キュリーらも委員を務めた。
1930年にフランス政府よりレジオン・ドヌール勲章を授与される。
ベルクソンの文章は思想の表現技法の高さを評価されており、1914年には、スコットランドのエディンバラ大学で、ギフォード講義を行っている。
また、1927年にはノーベル文学賞を受賞している。

### 『道徳と宗教の二源泉』
こうした公的活動の激務のなかでも、ベルクソンの著作を書く意欲は衰えず、1932年に最後の主著として発表されたのが『道徳と宗教の二源泉 (仏: Les Deux Sources de la morale et de la religion) 』である。
この著作では、社会進化論・意識論・自由意志論・生命論といったこれまでのベルクソンの議論を踏まえたうえで、人間が社会を構成する上での根本問題である道徳と宗教について「開かれた社会／閉じた社会」「静的宗教／動的宗教」、「愛の飛躍 ( 仏: élan d'amour ) 」」といった概念を用いつつ、独自の考察を加えている。
人間の知的な営みに伴うように、創造的な（想像的な）働き「創話機能 (仏: fonction fabulatrice ) 」という営みがなされており、現実と未来、期待、希望とのバランスが回復されている。それが宗教と道徳の起源となっており、社会発展の原動力となってきたのである。
ここには生命の進化の原理であるエラン・ヴィタールの人間社会版とも言える内容が展開されていて、大哲学者が晩年に人類に託した希望の書と呼べる内容になっている。
また「創話機能」は、20世紀初期にフロイトにより発見された無意識の働きと同時代的に繋がっており、後にはベルクソン研究も行ったジル・ドゥルーズの著作より、明らかにされた。

### 晩年
晩年はカトリック信仰に傾きながら、進行性の関節リウマチを病み苦しんでいた。
1939年に第二次世界大戦が始まると、ドイツ軍の進撃を避け田舎へと疎開するが、しばらくしてパリの自宅へ戻っている。これは、反ユダヤ主義の猛威が吹き荒れる中、同胞を見棄てることができなかったからだといわれている。
清貧の生活を続けるも、1941年の初頭に凍てつく寒さの中、ドイツ軍占領下のパリの自宅にて脳充血により世を去った。ドイツ軍占領下ということもあって参列者の少ない寂しい葬儀を終えた後、パリ近郊のガルシュ墓地に埋葬された。
葬儀に参加したポール・ヴァレリーは、

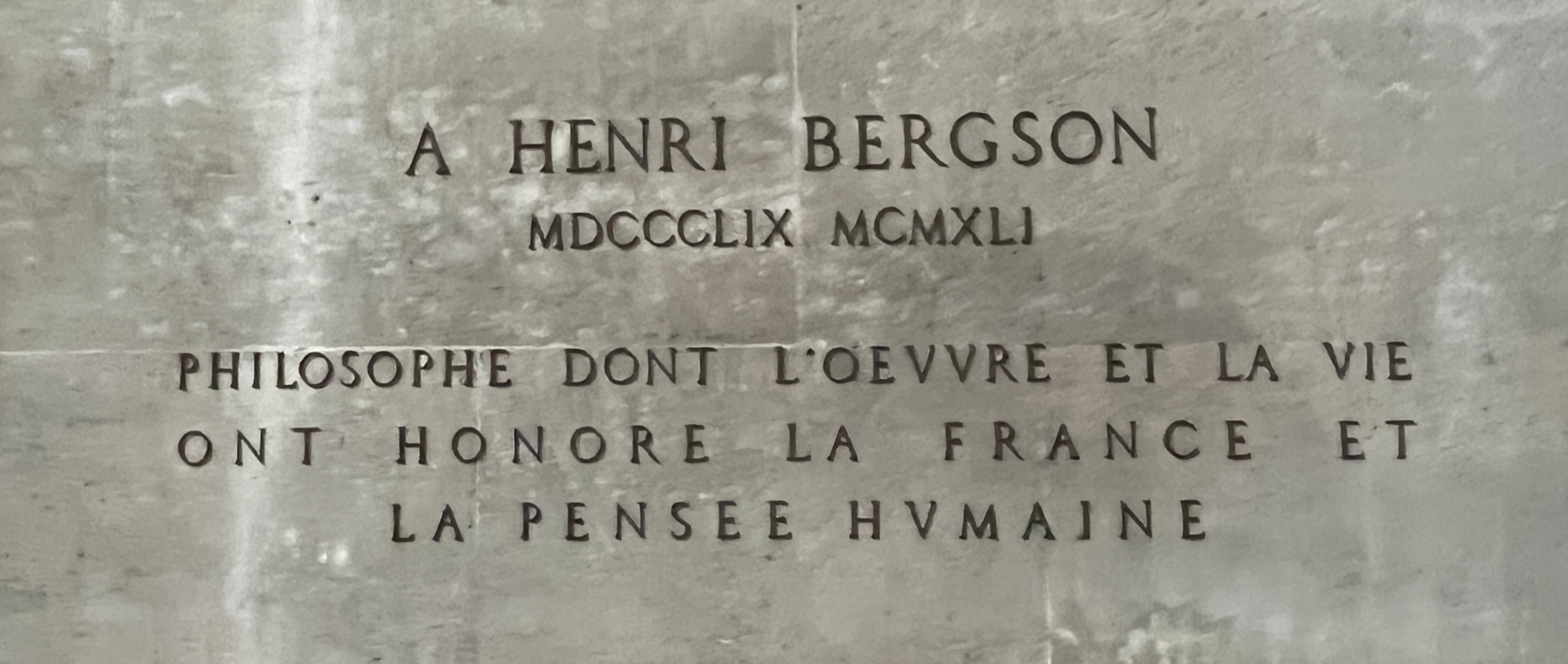
パンテオンに刻まれたベルクソンの碑文「その著作と生涯がフランス及び人類の思想と栄誉をあらしめた哲学者―アンリ・ベルクソン 東松秀雄著『ベルクソン主要著作・関連年譜』493頁上段14行目〜16行目より引用 」

と弔辞を述べて、ベルクソンを讃えている。
ベルクソンの死から26年を過ぎた1967年、その功績が讃えられ、パンテオンにベルクソンの名が刻まれ、祀られることとなった。

## ベルクソン思想の基本概念

### 純粋持続
ベルクソンによれば、純粋持続 (仏: durée pure) は、彼の哲学における中心的な概念である。それは、言語や概念、記号といった空間的な思考形式（知性）を離れ、自己の内面を深く見つめたときに、直観的に把握される主観的な意識の流れである。ベルクソンは、時計によって測定されるような均質で空間的に区切られた時間とは別に、私たちが日常的に経験する絶えず変化し続ける質的な時間があるとし、これを「純粋持続」と呼んでいる。
純粋持続は、単なる記憶の蓄積ではなく、過去がそのまま現在の意識に質的に関与し続けるという「過去の現在化 ( 仏: actualisation du passé ) 」の形を取りつつ、同時に、絶え間ない変化と創造を通じて未来へと伸びていく持続の流れを意味する。そこでは、意識の内容は静的に保たれるのではなく、刻一刻と変化し、新たな質が生成されていく。
ベルクソンの「純粋持続」は、意識の表層に現れる自覚的な体験だけでなく、普段は気づかれない無意識の領域も含み込む深い時間の構造として捉えられている。そのため、純粋記憶 ( 仏: mémoire pure ) と密接に関連づけられる。これは単なる心理的・認識論的な概念にとどまらず、存在そのものの構造 ( 存在論的次元 ) に関わる広がりを持つとされる。
このように、意識と無意識を包み込み、過去と未来を創造的に結びつける「純粋持続」の概念は、「エラン・ヴィタール ( 仏: élan vital ) 」や、「エラン・ダムール ( 仏: élan d’amour ) 」といった思想へと展開していくことになる。

### エラン・ヴィタール
ベルクソンは、内面の意識における「内的持続 ( 仏: durée ) 」の概念を、宇宙のあらゆる現象にも応用し得るものと捉えた。彼によれば、意識のない物質的な存在は、過去や未来を持たず、現在の状態をただ繰り返すだけの非創造的な反復として理解される。一方、生命は、過去・現在・未来が統合された時間的総合として自己を展開し、その持続のあり方には「緊張」と「弛緩」の度合いに応じた多様な水準があるとされる。
このように、生命の持続が時間的な緊張を内包している以上、そこから生じる創造力の極限として、ベルクソンは究極的な純粋創造力を「措定」する一種の純粋創造力を想定する。この創造力は、単なる物理的エネルギーではなく、生命を自己生成的かつ時間的に発展させる原理であり、これを彼は「エラン・ヴィタール ( 生の飛躍 ) 」と名づけた。この概念は、当時の生物学的知見を背景としつつ、宇宙的な視点から生命の根源的な推進力を説明しようとするものである。
さらに、ベルクソンは現実世界の多様な現象もまた、この創造力の現実世界に見られる個々の生命現象や自然の事象は、このエラン・ヴィタールが多様な局面で挫折したり、制限を受けたりした結果として存在している。すなわち、万象の現れは、理想的な創造力の完全な実現ではなく、その理想的創造の現実的な妥協形態である。

### エラン・ダムール
「エラン・ダムール（愛の飛躍もしくは、愛の活力）」は、ベルクソンの後期思想に登場する概念である。この語は、生物学的・宇宙論的観点から提示された「エラン・ヴィタール（生の飛躍）」を、宗教的・倫理的・形而上学的観点から捉え直したものである。
ベルクソンにとって、宇宙に遍在する創造的な生命の力（エラン・ヴィタール）は、単なる生物進化の原動力にとどまらず、究極的にはすべての存在の根源にある「純粋創造力」として理解されるべきものとされる。この創造力を、より高次の、愛に満ちた存在として把握しようとする試みのなかで、彼は「エラン・ダムール」の観念を提唱するに至った。
エラン・ダムールは、「キリスト教的な愛の神」とも調和しうるような、「超越的」かつ霊的な創造原理として構想される。それは、生命の活力を「愛」の観点から再解釈したものであり、ベルクソン哲学を形而上学的に完成させる上で、重要な位置を占める。
ただし、この「愛の活力」は、単なる倫理的善悪の問題を超えた、より根源的な存在の本質に関わるものである。その倫理的な作用（たとえば人間存在の再活性化や社会的調和）は、あくまで副次的・派生的な機能にすぎない。この点において、ベルクソンの思想には、『新約聖書』に見られる「愛の倫理」を、唯心論的な形而上学へと昇華させようとする意図が読み取れる。

## ベルクソンの思想

### 前期：時間・身体・自由・記憶の哲学
ベルクソンの初期思想は、『意識に直接与えられたものについての試論』(1889年) および『物質と記憶』(1896年 ) において展開され、「純粋持続」や「自由」「記憶と身体」の問題が中心であった。
『意識に直接与えられたものについての試論』において、ベルクソンは自身の哲学の中心概念である「純粋持続」を提示している。
時間の本質を突き詰めていくと、それは純粋持続の問題に行き着く。
ベルクソンによれば、たとえば電車を待つ10分間とは、時計の秒針が600回動くことで構成される均質な時間ではない。
むしろその10分間は、各瞬間が異なる質をもちながら連続的に変化していく内的時間、すなわち純粋持続である。
その10分間に私たちの心身に生じるさまざまな変化は、実際に10分間を過ごしてみなければわからないし、その時々の体験や気分、思考の内容も刻一刻と変化していく。
それらの変化は、それぞれが孤立しているのではなく、過去の状態を継承しながら、未来へと連続していく。
このように、私たちが生きる時間は、外在的に測定される機械的時間ではなく、絶えず流れ変化し続ける持続なのである。
時間は、過去から未来への連続する変化の経験のなかにおいて、実在性を帯びる。ベルクソンは、時間とは空間的に区切られたものではなく、質的で連続的な内的経験であると主張している。このような持続の理解に基づき、彼は自由を、機械的因果律とは異なる内的な持続の流れ (純粋持続 )として理解している。
『意識に直接与えられたものについての試論』の英訳が、ベルクソンの許可のもと『時間と自由』に改題されたことからも窺えるように、ここではベルクソンの自由に関する思想が述べられている。
ベルクソンの自由に関する思想は、楽観的 ( 仏: optimiste ) である。しかし、その楽観的な思想は、現実から逃避しようとする人間の内面において自由な領域が存在するという考えではない。ベルクソンはこの種の内面主義とは一線を画している。ベルクソンが自由を論じるのは、直接に与えられる実在が自由という概念に近く、自由を論じることが、流れとしての実在の本質を明らかにすることが出来るからである。
ベルクソンの自由に関する思想が、個々の人格という枠組みで考えたときに、切迫感が無いように感じられることもある。それはベルクソン自身が個人の心理的内面を考慮に入れていないことに起因する。
ベルクソンの自由に対する楽観性は、実際は自由に対する楽観性ではなく、実在そのものへの楽観性と解するべきである。これは自由を軽視しているわけではなく、実在を徹底的に肯定するベルクソンの論理に従うものである。ベルクソンにおける自由は、自由で満ち溢れた持続の肯定的な本質――自由とは、肯定的な持続という実在の自己表現の一形態である――が、ひとつの形として表現されたものであるといえる。
このように、自由は持続する実在の自己肯定として理解される。では、このような持続としての自由をめぐる議論は、人間の身体性や記憶のあり方とどのように関わるのだろうか。ここでベルクソンは、「時間」と「空間」の峻別へと議論を進めていく。
ベルクソンは、人間の意識に現れる経験を、「異質的・内面的に相互浸透する時間（純粋持続）」と、「同質的・外面的に並列される同時性（空間）」とに厳密に峻別した。この「時間」と「空間」の峻別により、ベルクソンは自由を彼独自の手法で解決することを試みた。一方で、
人間の存在は精神と身体という二元構造を持ち、その構造は純粋持続と空間の次元にまたがっている。それぞれが純粋持続と空間の次元に関係している。
したがって、両者がいかに相互に依存し合うかを明らかにすることが、次の重要な課題となる。この困難な課題に正面から取り組んだのが『物質と記憶』である。
なお、『物質と記憶』の執筆にあたって、ベルクソンは失語症研究など神経学文献の膨大な資料を読み込んでおり、不眠症になるほどであったと述懐している。このことは、彼の思索が抽象的な形而上学にとどまらず、経験的・医学的知見にも深く根ざしていたことを示している。
ベルクソンは『物質と記憶』において、自らの立場を心身二元論であると明言している。そして、心と物質の区別については「深い」「根本的な」「換言不可能な」ものであると強調する。この区別とは、心が記憶としての性質をもち、単なる物質 ( 仏: Juste une substance ) と対置されることを意味している。さらにベルクソンは、記憶には二つの機能があることを示唆する。第一の機能は、基礎的な物質的振動を単一の知覚へと収縮することであり、第二の機能は、過去を表象するというものである。こうした考察から明らかなように、ベルクソンにとって心と物質のあいだには、客観的で質的な区別が存在するとされる。
ベルクソンは心は身体的支えがなくとも現実存在できると主張している。また、記憶は物質から絶対的に独立した機能であるとも主張している。このことは現代の心理学における、記憶とは脳の性質 ( 英: property ) ではなくある種の実体であるとする見解に対応している。つまり、この立場は、今日の我々が実体二元論と呼び、性質二元論と対置される見解と通底している。加えて、ベルクソンは、体が心に影響を与えるだけでなく、心が体に影響を与えるという、相互作用説 ( 英: interactionism ) も擁護している。
ベルクソンは相互作用説的二元論を支持している一方で、汎神論 ( 英: panpsychism ) を擁護している。汎神論によれば物質は質的な時間である純粋持続を有しており、意識を有していることになる。しかし、ベルクソンは物質の意識は、我々の意識とは根本的に異なっており、我々の意識と対立するものとして、過去を表象できるものではないとしている。また、意識としての生命とも対立することができず、進化も創造もできないとしている。このような経緯もあって、ベルクソンは自身を二元論の哲学者とみなしている。
このように、ベルクソンは記憶や意識をめぐって、独自の二元論的立場を展開しつつ、神経心理学や時間論の諸問題にも挑戦した。『物質と記憶』は、その探究の成果として、後の哲学や心理学に深い影響を与えたが、その一方で、後続の科学的知見や哲学的議論との比較・対話が今なお求められる著作でもある。

### 中期：創造と生命の哲学

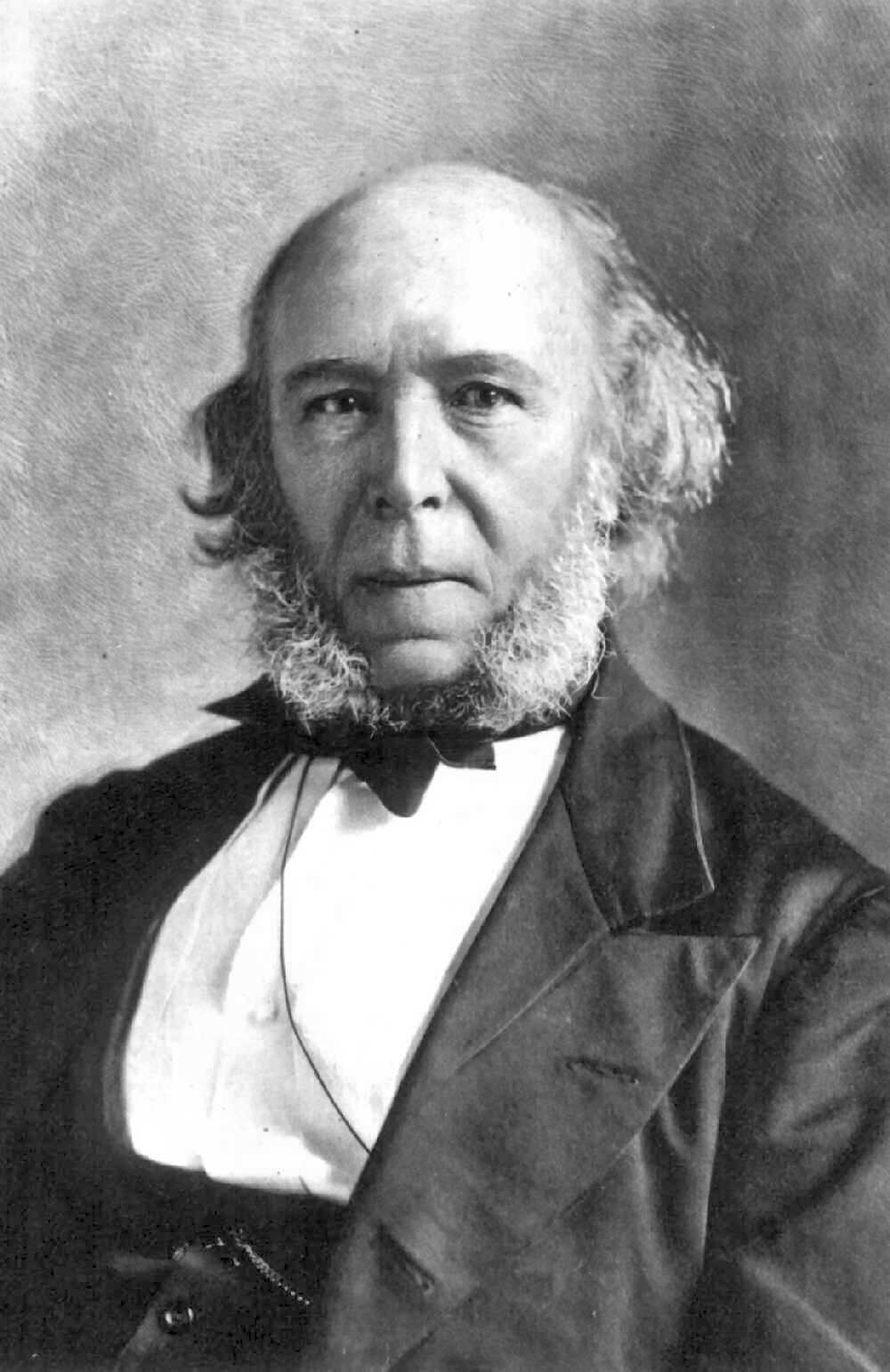
スペンサー

1907年に刊行された『創造的進化』の核心は、「生命とは宇宙の記憶であり、生命体とは、あらゆる宇宙の記憶を凝縮した姿である」という点にある。ここで論じられる生命とは、『物質と記憶』でベルクソンが探求した記憶の思想を、そのまま継承しつつ展開されたものである。
『物質と記憶』において、純粋持続という実在は、記憶の働きを通して照らし出されていたが、『創造的進化』では、それが生命の流れとして現れ、「エラン・ビタール（生の飛躍）」という形で語られる。
とりわけ『創造的進化』の冒頭では、「エラン・ビタール」固有の実在性が明確に論じられる。ベルクソンは、我々の心理的な純粋持続における、連続的変化・不可逆性・予測不可能性といった特性に注目し、このような特性が生命の本質にも通底しているとみなす。
この独特な時間性をもつ純粋持続は、独自のリズムで展開し、未来をあらかじめ予見することはできない。また、それはあらかじめ設定されたプログラムや青写真に従うのではなく、絶えず作り出され続けていく「創造的」なものである。進化とは、この「創造性」を持った流れが多様な生命を次々に生み出していく過程であり、それこそが「エラン・ビタール（生の飛躍）」そのものなのであるとベルクソンは主張している。

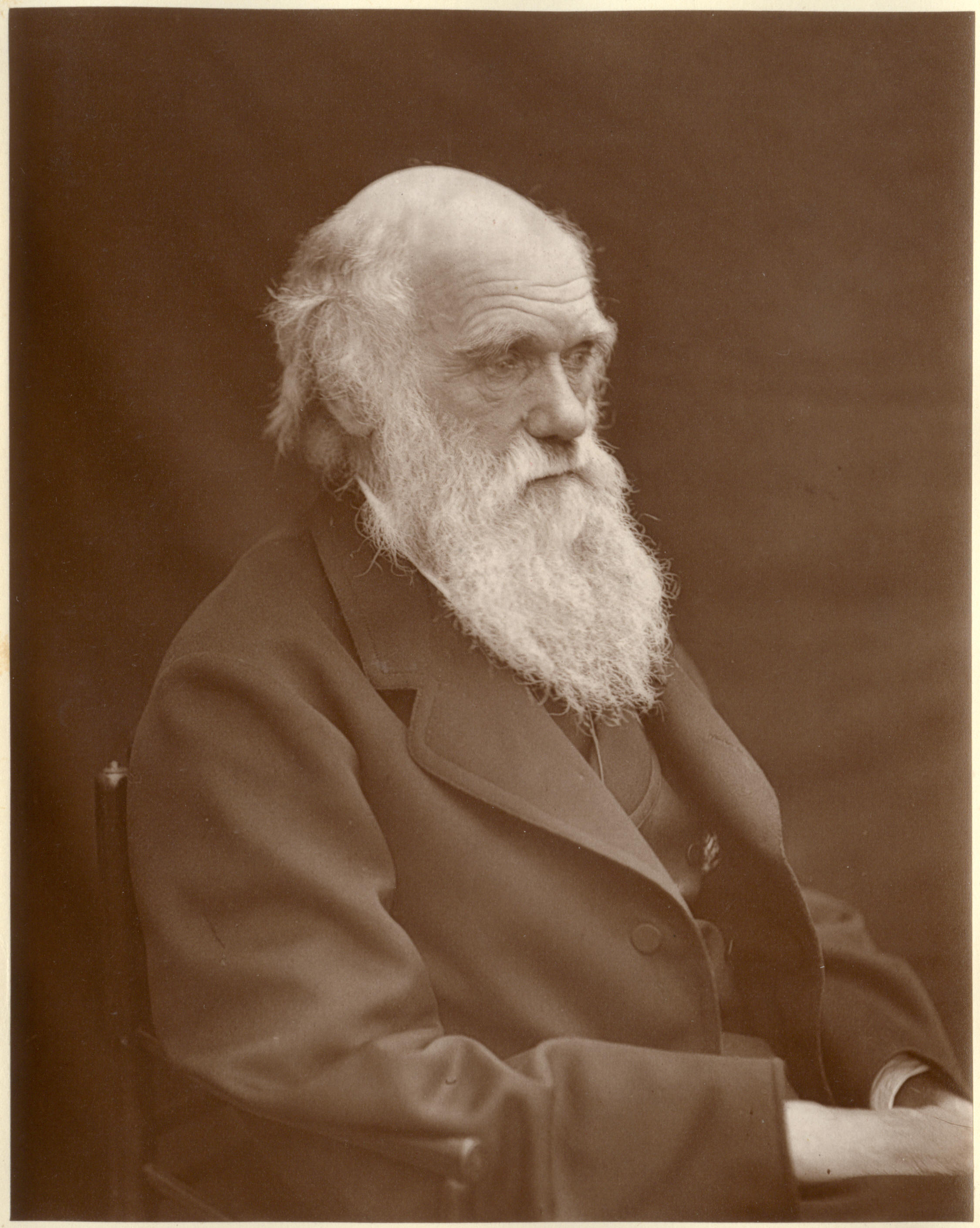
ダーウィン

『創造的進化』の章ごとの論点は以下の通りである。
「【第一章】 生命の進化―機械論と合目的性 (仏: De l'évolution de la vie. Mécanisme et finalité)」では、ダーウィンの進化論を受け継ぐスペンサーの社会進化論を検討しつつ、進化を機械論や目的論で説明しようとする試みに限界があることを論じている。
機械論とは、生命現象を物理や化学と同様に、観測・計算可能な単位へと分解し、それらを系統的に合成することで説明しようとする立場である。この立場では、生命の反復的側面は説明できても、生命特有の動的変化までは扱いきれない。
これに対して目的論は、全体を先に設定し、その目的に照らして生命を理解しようとする方法であり、機械論と対照的である。ベルクソンも自身の立場を機械論よりは目的論に近いと述べている。ただし、目的論にも幅があり、急進的なものでは、あらかじめ定められた全体が部分に優先し、あらゆる現象がその目的に向かうとされる。このような見方では、「流れとしての全体」が所与であるという前提に立つため、結局は機械論と同様に静的な枠組みにとらわれている。
「【第二章】 生命進化の分岐した方向―昏睡・知性・本能 (仏:  Les directions divergentes de l'évolution de la vie. Torpeur, intelligence et instinct  )」では、悟性の見地――カントが定義した経験的現象を概念やカテゴリーによって分析・整理する限定的な認識の立場――を超越するため、人間の知性に到達する進化の系譜と並行して、生命が辿った進化の大きな流れを再構築することを試みている。
「【第三章】 生命の意義について―自然の秩序と知性の形式 (仏: De la signification de la vie. L'ordre de la nature et la forme de l'intelligence )」では、第二章の論考により、知性はその発生原因まで遡って考察される必要性に迫られ、知性を生み出した根本的な原因を捉え、その運動を追究することが問題となった。第三章は、不完全ながらもこの課題への取り組みを示している。
「【第四章】 思考の映画的機構と機械論的幻想―諸体系の歴史の一瞥―真の生成と虚偽の進化論 (仏: Le mécanisme cinématographique de la pensée et l'illusion mécanistique )」の章では、われわれの悟性 (ここでの悟性は、前段で述べたカントの定義と同じ意味) について論じられている。特定の訓練を通じて悟性の限界を超越する哲学を準備することが可能であるかという問題が焦点である。このために哲学体系の歴史を概観し、人間の悟性が実在全般を思索し始める際に陥りやすい二つの主要な錯覚を分析する必要があった。
第4章まででベルクソンは、生命進化の記述において、従来の機械論的説明や目的論的説明では捉えきれない「純粋持続」の論理を導入している。この持続とは、ただ時間が流れることではなく、絶えず形を変えながら創造されていく生命進化の中の「生成としての時間」なのである。すなわち、過去が蓄積されつつ新たな形が創出されるという、一方向的かつ不可逆的な運動である。

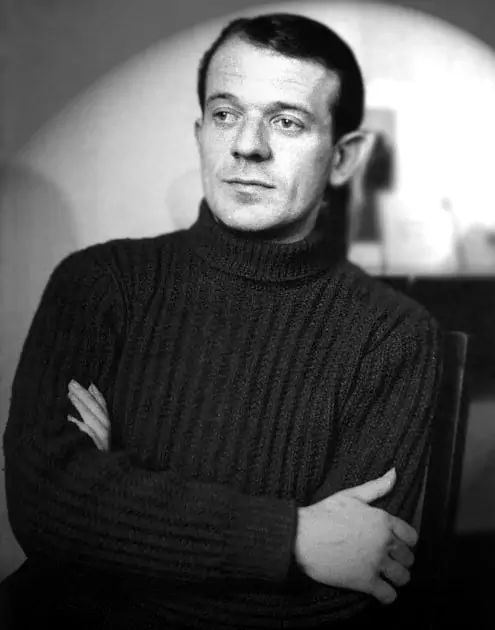
ジル・ドゥルーズ

直観について、ベルクソンには二つの視点がある。
第一の視点は、ジル・ドゥルーズが指摘したように、ベルクソンが「差異（仏: différence）」の観点から直観を見直している点にある。
この視点において用いられるのが、「差異化」あるいは「裁断（仏: découpage）」」という方法である。
このようにして、ベルクソンの直観は、実在する事象を内在的にとらえる真の経験論として成立する。
第二の視点は、差異化された実在を「統合（仏: intégration）」する方向性である。ベルクソンは、差異化された実在を「交差（仏: recoupement）」させることで、事物相互の関係性を新たに把握しようとした。
この視点は、数学における微分と積分の関係にもなぞらえることができる。すなわち、差異化＝微分によって実在の運動を内在的に把握し、そこから得られた差異を統合＝積分によって関係的に再構成するという営みである。
知性についてベルクソンは、それが進化における主要な分岐の一つであると指摘する。この分岐とは、植物性、動物性（本能）、そして知性（人間性）の三つである。ベルクソンが「生命体は宇宙の記憶の凝縮である」と主張する背景には、この進化の分岐がある。
人間を特徴づけるのは第三の分岐である知性であり、人間は植物性・動物性の性質もあわせ持つ存在である。また、進化の程度が低い生命においても、知性が完全に欠如しているとは言い切れない、とベルクソンは論じている。
さらに、運動性を欠く植物性は、運動をもつ動物性に比して純粋持続の程度が低く、動物性と比較して、より高い自由度を持つ知性は、純粋持続性の点でも一段と高い次元にあるとされる。

### 後期：道徳と宗教の哲学

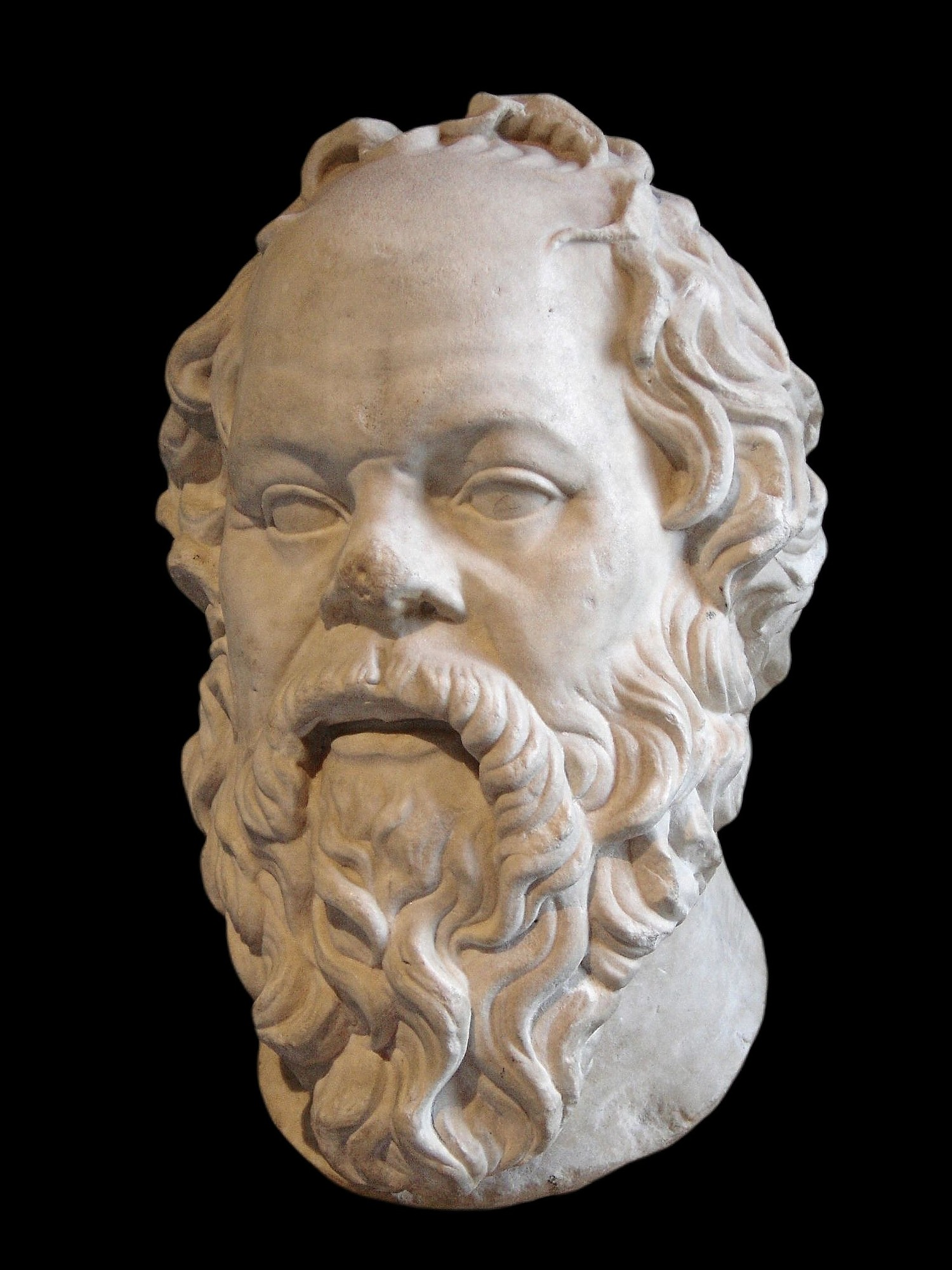
ソクラテス

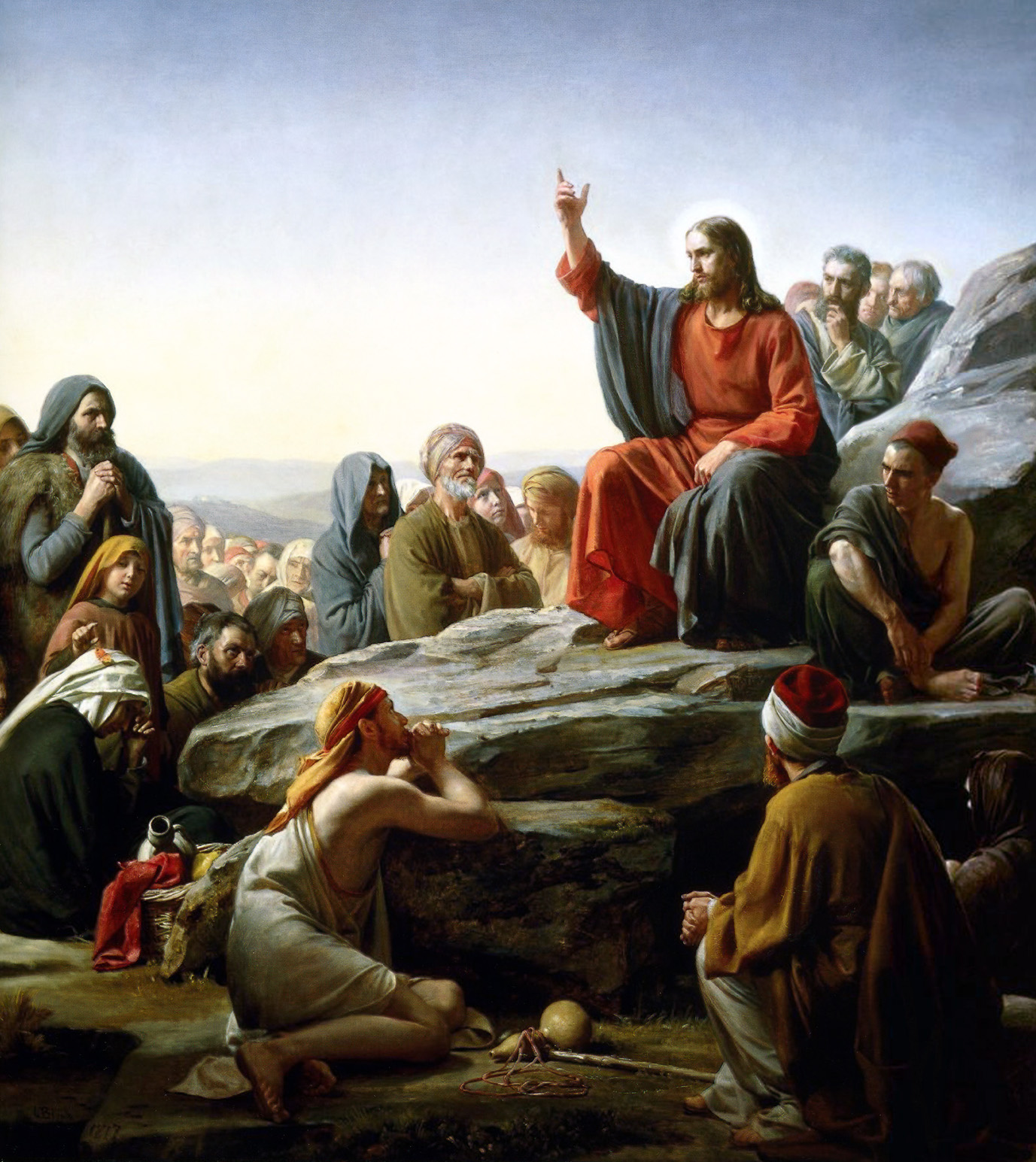
山上の垂訓

『創造的進化』においてベルクソンは、生命の進化を「エラン・ヴィタール」による創造的分化の過程として描いた。この生命の流れの中で、人類は最も高度な創造的能力を備えた存在として位置づけられている。だがこの理論は同時に、いくつかの根本的な問いを残すことにもなった。
たとえば、「人類はこれまで何を成し遂げてきたのか」「未来に向けてどこへ進もうとしているのか」、さらには「こうした創造の源泉は何か」といった問題である。また、「ベルクソンは宗教をどのように捉えているのか」や「エラン・ヴィタールの概念で人間の道徳を正当に説明できるのか」といった批判も呈された。
こうした問いにベルクソンは当初、容易に応答することができなかった。しかし『創造的進化』の刊行から四半世紀を経た1932年、彼は『道徳と宗教の二源泉』（Les Deux Sources de la morale et de la religion）を発表し、これらの課題に正面から取り組んだ。
本書の題名にある「二源泉」とは、道徳には「閉じた道徳 (仏: morale close )」と「開かれた道徳 (仏: morale ouverte )」があり、宗教には「静的宗教 (仏: religion statique )」と「動的宗教 (仏: religion dynamique )」があるという、根本的に異なる二つの在り方を指す。ベルクソンは、これらの道徳と宗教の性質の違いを明確に区別し、それぞれの起源として「閉じた社会 (仏: société close )」と「開いた社会 (仏: société ouverte )」という二つの社会形態の存在を主張する。このように、本書はベルクソンの社会哲学的思索が結晶した著作であり、彼の社会学的視点を示すものとしても評価されている。
ベルクソンは、既存の道徳哲学が「何をなすべきか？」という規範倫理学的な問いを扱わないだけでなく、カントのように理性によって道徳を基礎づけようとする立場を批判している。彼によれば、このような道徳論は、知性から逃れるか、あるいは知性を従わせる何らかの「力」を用いることで成り立っている。
ベルクソンは、知性による説得だけでは人間を行為へと導くことはできず、他の規則や理想の背後にある「力」が、人間に責任や義務の感情をもたらし、行為を促すのだと主張する。このように彼は、道徳的な事柄における知性の役割を限定的なものと捉えており、知性は主に行為の事後において、ルールに従うことを納得させる「理由」を与えるだけであるとしている。
さらに、ベルクソンは、知性の役割は規範相互の矛盾や、利害の衝突が生じたときの「調停者」に過ぎないとも論じている。このように彼の道徳論は、理性中心の伝統的道徳哲学とは大きく一線を画している。
ベルクソンは「力」の正体について、以下のように二つの異なる性質を持つものとして論じている。
第一に、人間が社会の中で何らかの役割――親、子、会社員、国民など――を担うことによって生じる力である。これは、社会からの圧力として作用する非人格的な力であり、人々が意識することなく自然に演じている「社会習慣」によって支えられている。このような社会習慣に基づいた道徳体系が「閉じた道徳」と呼ばれ、それによって団結力を維持している共同体が「閉じた社会」である。この道徳は、一定の範囲を持つ共同体の維持を目的としているため、「閉じた」と形容される。
第二に、道徳を人格的に体現する特定の個人――たとえば「ソクラテス」や「キリスト」――への憧れを通じて生じる力である。彼らが創造した「徳」や「隣人愛」といった新たな価値観は、彼らの人格に触発された人々によって共同体の枠組みを拡張し、閉じた道徳を質的に変容させた。このような、適用範囲が限定されない道徳は「開かれた道徳」と呼ばれ、それが志向する共同体は「開いた社会」とされる。
ベルクソンはこれら二つの道徳を提示したうえで、プラトンの善のイデア、功利主義、さらにはカントの認識論を相対化しつつ批判的に検討している。
また、社会の安定と継続を目的とする「閉じた道徳」も、道徳的創造を促す「開いた道徳」も、いずれも生命の本質に根ざした道徳であるとされる。前者は生命の自己保存に基づくものであり、後者は創造的推進力である「エラン (仏: élan)」に支えられている。
このようにベルクソンは、道徳を最も広い意味において生物学的かつ生命論的（仏: biologique）な現象であると結論づけている。
ベルクソンは、宗教や迷信が人類において普遍的に存在すること、そしてそれらが普遍性を持つこと自体の特異性に注目する。すなわち、最も知性的で合理的な存在であるはずの人間が、なぜ時代や場所を問わず、不合理な信念を持ち続けてきたのかという疑問を投げかけている。
彼はその答えのひとつとして、心理学的な仮説を提示する。それが「仮構機能（仏: fonction fabulatrice）」である。この機能は、組織だった虚構（フィクション）を構築する能力であり、宗教や迷信の生成に関わるとされる。
この「仮構機能」の存在理由について、ベルクソンは次のように論じる。すなわち、人間の知性は他の動物と比べて高度に発達しており、状況に応じて行為の可能性を無限に広げる。しかしそれゆえに、人間は自己中心性（エゴイズム）に陥ったり、死への不安に苛まれたりする。こうした知性の副作用は、社会の秩序を乱し、個人の生存意欲を損なう恐れがある。このような知性の過剰がもたらす問題に対する防衛策として、自然に備わるようになったのが「仮構機能」だとベルクソンは述べる。
また、知性には二つの機能があるとされる。第一に、行為を可能にする機能。第二に、知性だけでは制御できない出来事の存在を行為者に認識させる機能である。この後者の機能が働くとき、人間は自分ではどうにもならない危険や禁止の背後に「人格的な力 (仏: puissance personnifiée )」を想定するようになる。人間はその人格に援助を求めたり、災厄の原因をその人格に帰属させたりすることもある。
こうした思考様式から生まれたのが「静的宗教」である。「静的宗教」は、知性が個人や共同体に危機をもたらす際に、それを和らげるための心理的・社会的な防衛機構であると位置づけられる。
続いて、ベルクソンは神話や文化人類学の資料に基づきタブーの概念とその発生のメカニズムや、死者の魂や都市国家の守護神といった宗教的な観念・イメージがどのように発生したかを詳しく分析している。
ベルクソンは、日常生活の中で起きる様々な事柄――たとえば「運が良い」と感じる体験や、「テーブルの脚に足の小指をぶつけたときの八つ当たり」など――を分析し、いわゆる「原始心性}}」は、われわれ文明人から完全に失われたわけではなく、今なお活発に働いていると主張している。
宗教には静的宗教だけでなく、この静的宗教の枠を拡張し変化と創造をもたらす「動的宗教」があるとベルクソンは語っている。エラン・ヴィタールに突き動かされた神秘家は、道徳的創造を実践し、周囲の人々に変化と創造への参加を呼びかけるという。
ベルクソンは歴史上の神秘家として、ギリシア哲学の神秘主義のプロティノスやソクラテス、インドのバラモン教の神秘思想を挙げている。また完全な神秘主義であり動的宗教の例としてキリスト教を取り上げ、神からの呼びかけに応えて絶え間ない行動と創造を実践し、新たな道徳の創造者として周囲に創造の力を広げていく存在として、使徒たちを描いている。
ベルクソンは「閉じた社会」と「開いた社会」という二つの社会形態を提示している。彼によれば、生物はその進化に伴って自然と社会を形成するようになる。このことは、蟻やミツバチの群れが高度に組織された社会を持つことからも明らかである。
このように、自然は「閉じた社会」を生物に用意した。人類はこの「閉じた社会」の住人であるが、動物の群れ以上に発展しているにもかかわらず、他の閉じた社会との間で争いを繰り返すことになる。
ただし、我々の社会は一貫して閉じた状態にあるわけではない。ベルクソンは、民主政治が万人の権利と平等を志向する点において、前近代的な国家の特徴である内部の階級制や外部との恒常的な戦争状態よりも、「開いた社会」への前進とみなすことができると述べている。しかし一方で、社会のすべての構成員が神秘家であるような完全な「開いた社会」の実現は不可能であるともしている。
また、人類のうちに潜む戦争への衝動（闘争本能）は、我々が自然に属する存在である限り、根絶されることはない。この本能は、現代においては機械技術の発達と結びつき、一民族の殲滅すら可能にしてしまう危険性を孕んでいるとベルクソンは警告している。
ただし、機械技術それ自体は善でも悪でもないと彼は考える。たとえば西洋では、機械技術の発展により人々が生活苦からある程度解放され、それがキリスト教の普及を促す一因となった側面もある。とはいえ、機械技術によって得られた安楽や快楽の結果として、人類は自らの欲望を制御しきれず、その重みに苦しんでいるとも言える。
ベルクソンはこのような人類の欲望と葛藤が克服可能かを問い、国家的野望がしばしば「神の使命」と称する偽の神秘主義によって正当化されることに警鐘を鳴らす。そして、真の神秘主義者が出現することによってこそ、欲望に翻弄される人間社会の葛藤が和らげられる可能性があると述べている。
次に、ベルクソンは快楽とは異なる「歓喜」、つまり身体から独立した精神の存在を確証するような、超越的な飛躍の結果として得られる喜びに至ることで、葛藤からの克服が可能となると述べている。これが「エラン・ダムール」につながる考えである。

## ベルクソン哲学の方法

### 持続と空間
ベルクソンは時間を「計測できる時間（量的時間）」と「計測できない時間（質的時間）」に分類した。  
前者は「100mを9.57秒で走った。」「東京〜新大阪は最短で2時間21分。」など、外部から客観的に測定される時間である。
後者は「ほんの一瞬が永遠に感じられた。」「退屈で時間が止まっているようだった。」といった、主観的な体験に基づく時間であり、ベルクソンはこれを「純粋持続」と呼んだ。
この量的時間の世界は、知的推理や言語表現のために知性が想像力を通じて空間的 ( 仏: espace ) なイメージとして構成したものである。
それに対して純粋持続は、外部から空間化された時間ではなく、私たち自身がその時間に没入しながら、直接的な「直観」によって経験される時間である。

### 直観と分析
ベルクソンが主張する「直観」は、単純に対象をそのまま認識するといった単純な手段ではない。ベルクソンが考える「直観」は画家の目と似たような働きをしている。通常、我々が外界の事物を把握する際「テーブル」「ランチョンマット」「コーヒーカップ」と言った既に有る単語を使って、連続したものに区切りを入れて分割して見ている。「テーブルがあって、テーブルにはランチョンマットが敷かれていて、マットの上にコーヒーカップが置かれている。」と言った見方をする。このように見ることで生活は淡々と続いていく。
しかし、画家の目は異なる。様々な繊細かつ複雑な色合いや、光の入り方によって生まれる微妙な陰影、全体的な凹凸や「よどみ」のような空気感などを、画家はできる限り詳細かつ多様で稠密な「あり方」として凝視する。このような画家の眼を得るには、日常の、分かりやすく生活に役立つ見方を一旦中止し、無垢な目で対象を凝視する必要がある。あるいは、無垢な目を訓練によって獲得しなければならない。無垢な眼で見なければ、対象は真の姿を現さない。
ベルクソンの「直観」とは、常識的な見方を廃し、あえてそれに逆行する手法である。この手法は、感情や本能とは完全に無関係で、意識的で持続的な努力を要する。それは、日常的なものの見方に対する「反省」であり、「破壊」である。
しかし、日常生活のあらゆる場面で画家のような目で対象を見ていては、生活が成り立たない。日常生活においては、「本来の姿を、使い勝手よく単純化したもの」として世界を捉えるほかない。この視点に立つと、ものの見方には二通りあることが分かる。
すなわち、我々が日常生活のために行っている実用的なものの見方と、対象の真の認識を目指す哲学の方法としての「直観」である。
この直観という方法は、対象の種類によって方法を柔軟に変化させなければならない。なぜなら、世界には多様な対象が存在するからである。
また、自然科学は「分析」という手法によって、生命や宇宙のあり方を機械的・再現的に説明することが可能である。しかし、機械と同様のあり方をしていない、自然を内側から推進する力や、創造的な進化をもたらす原因を明らかにするには、我々の精神と共有される「純粋持続」の存在を前提にしなければならない。
この「純粋持続」は、「直観」という方法によってしか認識できない。
ベルクソンは、科学と哲学とは、同じ対象を「分析」と「直観」という異なる方法で探究する、二つの互いに補完しあう道であると結論付けている。

### 科学と哲学の関係
科学と哲学とは、同じ対象を「分析」と「直観」という異なる方法で探究する、二つの互いに補完しあう道であると結論付けている。しかし、ベルクソンは科学を軽視しているわけではない。アインシュタインの相対性理論と自らの時間論との対話を試みる『持続と同時性 (仏: Durée et simultanéité )  』を発表している。また、アインシュタインとは直接討議を行っている。

## ベルクソンの多面性
ベルクソンの哲学は、ジンメルやディルタイと並んで「生の哲学」とされる潮流の一角をなすことが多い。ベルクソンは同時代の自然科学、とりわけ生物学や物理学の知見を深く学び取り、自身の哲学に積極的に取り入れていた。たとえば、アインシュタインの相対性理論に対しては哲学的に反論すべく『持続と同時性』を著すなど、科学と真摯に向き合う姿勢を崩していない。
一方で、ベルクソンは新プラトン主義のプロティノスに影響を受けている。晩年にはカトリック教会への帰依を考えていた。また心霊現象研究協会の会長を務め、『精神のエネルギー』には霊やテレパシーなどを扱った論文も収められている。このような神秘主義的傾向や超常的関心も、ベルクソン思想の一側面として見逃すことは出来ない。

## 影響を受けた人物
ベルクソンの哲学は、当時の人々だけでなく、後の世代にも大きい影響を与えた。その影響は、弟子のガブリエル・マルセル、
ハイデッガー、
ウラジミール・ジャンケレヴィッチ、
ジャック・シュヴァリエ、
ウィリアム・ジェームズ、
サルトル、
ガストン・バシュラール、
エマニュエル・レヴィナス、
モーリス・メルロー＝ポンティ、
アルフレッド・シュッツ、
エティエンヌ・ジルソン、
ジャック・マリタン、
ジル・ドゥルーズ、
西田幾多郎、
九鬼周造、
篠原資明
といった哲学者たちのみならず、政治哲学者の
ジョルジュ・ソレルや、
文化人類学者のレヴィ＝ストロース、作家のマルセル・プルースト、
稲垣足穂、
遠藤周作など幅広くに及んでいる。
小林秀雄は1958年から1963年に〈ベルクソン論〉「感想」を『新潮』に連載したが未完に終わっている。

## ベルクソンの遺言
ベルクソンは遺言において、生前に刊行した『試論』『物質と記憶』『創造的進化』『道徳と宗教の二源泉』の4著作、および論文集『精神のエネルギー』『思想と動くもの』そして『笑い』の7点を除くすべての著作の出版を禁じた。
しかし、この遺言は遵守されず、後年には『遺稿集』、4冊の『講義録』、『書簡集』などが刊行されている。これらの出版物にあたっては、編者が遺言に言及しつつも、刊行の正当性を主張する序文などが付されている。

## 著作
- 『意識に直接与えられたものについての試論 Essai sur les données immédiates de la conscience 』1889年アルカン書店より出版[23]
  - 『意識に直接与えられたものについての試論』 合田正人ほか訳、ちくま学芸文庫
  - 『時間と自由』 中村文郎訳、岩波文庫。旧訳は服部紀訳
  - 『時間と自由』 平井啓之訳、白水Uブックス、旧「全集」版・イデー選書ほか
- 『物質と記憶 Matière et Mémoire 』, 1896年アルカン書店より出版[29]
  - 『物質と記憶』 合田正人ほか訳、ちくま学芸文庫 2007年
  - 『物質と記憶』 熊野純彦訳、岩波文庫 2015年。旧訳は高橋里美訳
  - 『物質と記憶』 杉山直樹訳、講談社学術文庫 2019年5月
- 『笑い Le rire 』1900年アルカン書店より出版[36]
  - 『笑い』 林達夫訳、岩波文庫（のちワイド版）、旧版表記は『笑』（1938年、改訳版1976年）
  - 『笑い』 鈴木力衛訳、旧「全集」版（白水社）
　新訳版「全集3」（竹内信夫訳）の副題は「喜劇的なものが指し示すものについての試論」
  - 『笑い／不気味なもの』 原章二訳、平凡社ライブラリー 2016年1月
　後者はフロイトの論考。付論：ジャン＝リュック・ジリボン「不気味な笑い」
  - 『笑い』 増田靖彦訳、光文社古典新訳文庫 2016年6月
  - 『笑い』 合田正人ほか訳、ちくま学芸文庫 2016年9月
- 『創造的進化 L'evolution créatrice 』1907年フェリックス・アルカン＆ギヨーマン合同書店より出版[38]
  - 『創造的進化』 真方敬道訳、岩波文庫 - 旧訳は2分冊
  - 『創造的進化』 合田正人ほか訳、ちくま学芸文庫 2010年9月
- 『精神のエネルギー L'energie spirituelle,』  1919年アルカン書店より出版[181]
  - 『精神のエネルギー』 宇波彰訳、第三文明社〈レグルス文庫〉
  - 『精神のエネルギー』 原章二訳、平凡社ライブラリー
- 『持続と同時性 Durée et simultanéité 』1922年アルカン書店より出版[54]
  - 『持続と同時性』 アルベルト・アインシュタインについての論考
- 『道徳と宗教の二源泉 Les deux sources de la morale et de la religion 』1932年アルカン書店より出版[48]
  - 『道徳と宗教の二源泉』 平山高次訳、岩波文庫。元版は芝書店（1936年）
  - 『道徳と宗教の二つの源泉 I・II』 森口美都男訳、中央公論新社〈中公クラシックス〉
  - 『道徳と宗教の二つの源泉』 合田正人ほか訳、ちくま学芸文庫 2015年8月
- 『思想と動くもの La pensée et le mouvant 』1934年アルカン書店より出版[48]
  - 『思想と動くもの』 河野与一訳、岩波文庫（解説木田元）- 旧訳は3分冊
  - 『思考と運動』 宇波彰訳、レグルス文庫（上・下）
  - 『思考と動き』 原章二訳、平凡社ライブラリー

- 『哲学的直観 ほか』 坂田徳男ほか訳、中公クラシックス -「思想と運動」と「精神のエネルギー」より論考5編
- 『記憶と生』 ジル・ドゥルーズ編／前田英樹訳、未知谷 1999年 - 抜粋論文集

- Ecrits et palores, 1957-59 - ※論文集
  - 下記の旧版『全集』第8・9巻に一部収録
- OEuvres, 1959（全集）　
  - 『ベルグソン全集』白水社（全9巻、初版1965-66年）- 新装版2007年ほか多数。
  - 『新訳 ベルクソン全集』 竹内信夫訳（白水社 全6巻、2010-2017年）
- Mélanges, 1972（全集補巻）

以下は刊行著作以外
- Correspondances, 2002 - ※書簡集
  - 『ベルクソン書簡集Ⅰ 1865-1913』 合田正人監修／ボアグリオ治子訳、法政大学出版局〈叢書・ウニベルシタス〉、2012年
  - 『ベルクソン書簡集II 1914-1924』 松井久訳、法政大学出版局〈叢書・ウニベルシタス〉、2024年7月
  - 『ベルクソン書簡集III 1925-1940』 平賀裕貴訳、法政大学出版局〈叢書・ウニベルシタス〉、2025年3月。最終巻（人名索引付き）
- 『ベルクソン講義録』全4巻、合田正人・江川隆男ほか訳、法政大学出版局、1999-2001年。1880-90年代に行われた講義

1 心理学講義／形而上学講義、2 美学講義／道徳学・心理学・形而上学講義
3 近代哲学史講義／霊魂論講義、4 ギリシャ哲学講義
- 『時間観念の歴史』 書肆心水、2019年。藤田尚志・平井靖史・岡嶋隆佑・木山裕登訳

※1902-1903年度コレージュ・ド・フランス講義　
- 『記憶理論の歴史』 書肆心水、2023年。藤田尚志・平井靖史・天野恵美理・岡嶋隆佑・木山裕登訳

※1903-1904年度コレージュ・ド・フランス講義　

### 引用
1. ↑  差異それ自体は、差異化＝微分化（differentiation）と差異化＝分化（differenciation）という二つの半身からなる。前者は潜在的な理念や問題を規定し、後者はそうした潜在的なものの現働化（actualisation）、解の構成を規定する。そして理念は、現実的な（actuel）諸物を構成する超越論的境域として、実在的である（réel）とされる。(浅野 2016, p. 68)